# نيبوشي

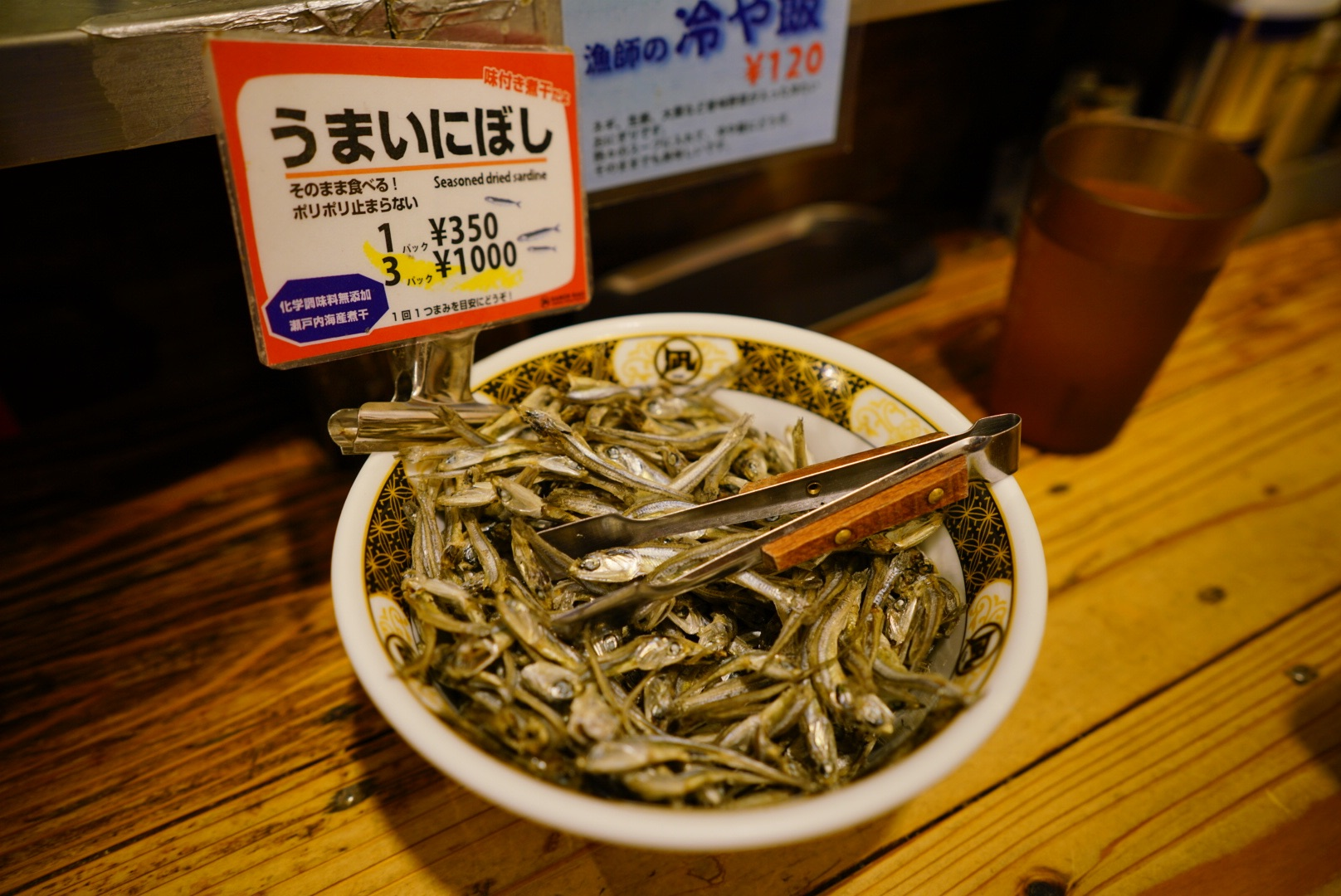
طبق نيبوشي

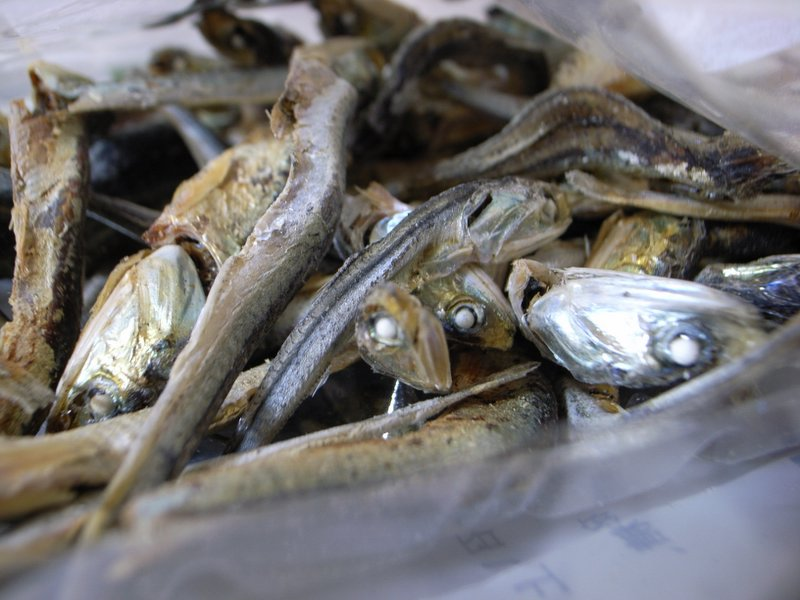
أسماك نيبوشي مجففة

نيبوشي (باليابانية: 煮干し)، يطلق عيه اسم إريكو (炒り子) في اليابان الغربية وهو سمك مجفف ياباني. وهي أحد أنواع الأسماك المجففة الصغيرة العديدة المستخدمة في جميع أنحاء آسيا في الوجبات الخفيفة وكتوابل للحساء والأطعمة الأخرى. ويستخدم في إعداد النيبوشي أنواع عديدة من الأسماك كالأنشوجة (البلمية) والسردين والرنجة المستديرة وما إلى ذلك، بحيث تعتبر الأنشوجة النوع الأكثر شيوعًا.

## التسمية
في اليابان، غالبًا ما يتم الخلط بين ترجمة نيبوشي؛ لأنه في اليابانية، يُطلق على كل من السردين والأنشوجة اسم واحد إيواشي (イ ワ シ). ، فكلمة نيبوشي (煮 干 し) تعني مسلوق ومجفف ولا تخص بالضرورة اسم مكون محدد. لذلك تترجم كلمة نيبوشي إلى "السردين المجفف" أو "الأنشوجة المجففة".

## الطبق
يعد نيبوشي داشي أحد أكثر أشكال طبق شوربة الداشي شيوعًا. يحظى بشعبية خاصة كمكون أساسي لصنع حساء الميسو. يصنع نيبوشي داشي عن طريق نقع نيبوشي في الماء العادي. وإذا ترك طوال الليل أو إذا وضع في ماء ساخن وترك يقترب من درجة الغليان، فإن نكهة نيبوشي تتخلل الماء لصنع المرق. كما يتم طهي نيبوشي أيضًا وتقديمه كوجبة خفيفة أو كواحد من الأطعمة الرمزية التي يتكون منها الأوسيتشي خلال رأس السنة اليابانية. يصنع التازوكوري (田作り) (السردين الحلو واللذيذ المقلي) عن طريق قلي السردين المجفف ثم إضافة مزيج من صلصة الصويا والسكر والميرين وبذور السمسم الأبيض المحمص.